# Stazione di Cividale
Stazione di Cividale vasútállomás Olaszországban, Cividale del Friuli településen.

## Vasútvonalak
Az állomást az alábbi vasútvonalak érintik:
- Udine-Cividale-vasútvonal

## Kapcsolódó állomások
A vasútállomáshoz az alábbi állomások vannak a legközelebb:
- Stazione di Bottenicco Zona Industriale
- Cividale old railway station